# Sartaq
Sartaq, ook Sartach of Sartak (gest. 1256), was de zoon van Batu en diens opvolger als khan van de Blauwe Horde, de latere Gouden Horde. Hij was de kleinzoon van Jochi en de achterkleinzoon van Genghis Khan. Hij was de anda van Alexander Nevski.
Van Sartaq wordt gezegd dat hij christen was, in tegenstelling tot zijn vader, een sjamanist en zijn oom Berke, een moslim. Een op 29 augustus 1254 geschreven brief aan paus Innocentius IV bevestigt dit.
Sartaq volgde zijn vader op als khan van de gouden horde, maar stierf al in 1256, waarschijnlijk doordat hij vergiftigd was. Hij werd opgevolgd door de zeer jonge Ulaqchi, van wie niet zeker is of het zijn zoon of zijn broer was. Daarna werd Berke khan van de Blauwe Horde. Die was onder Ulaqchi al regent.
Sartaq's dochter Theodora was de vrouw van Gleb Vasilkovich van Beloozero en Rostov. Hun nageslacht omvatte mogelijkerwijs ook de stamboom van Ivan de Verschrikkelijke en zeer veel Russische adel.